# Hallonsläktet
Hallonsläktet (Rubus) är ett släkte av rosväxter. Hallonsläktet ingår i familjen rosväxter. I släktet finns arter såsom hjortron, stenbär, hallon och åkerbär. Växterna är fleråriga örter eller halvbuskar och de är hemmahörande på norra halvklotet. Blommorna är nästan alltid vita. Frukterna är samlingar av mycket små stenfrukter. Det är dessa samlingar som vardagligt brukar kallas "bär".

## Indelning
Hallonsläktet är ett komplicerat släkte med 13 undersläkten. Det största undersläktet Rubus är i sin tur indelat i 12 sektioner. Utöver detta finns det en mängd hybrider och apomiktiska småarter.
- Björnbär (R. subgen. Rubus)
  - R. sect. Allegheniensis
  - R. sect. Arguti
  - Blåhallon (R. sect. Caesii)
  - R. sect. Canadenses
  - R. sect. Cuneifolii
  - R. sect. Flagellares
  - R. sect. Hispidi
  - Krypbjörnbär (R. sect. Corylifolii)
  - R. sect. Setosi
  - R. sect. Ursini
  - R. sect. Verotriviales
  - Äkta björnbär (R. sect. Rubus)
- R. subgen. Chamaebatus
- R. subgen. Comaropsis
- R. subgen. Diemenicus
- R. subgen. Dalibardastrum
- Hallon (R. subgen. Idaeobatus)
- Hjortron (R. subgen. Chamaerubus)
- R. subgen. Lampobatus
- R. subgen. Malachobatus
- R. subgen. Micranthobatus
- R. subgen. Orobatus
- Rosenhallon (R. subgen. Anoplobatus)
- Stenbär (R. subgen. Cylactis)

## Arter med svenskt trivialnamn i urval

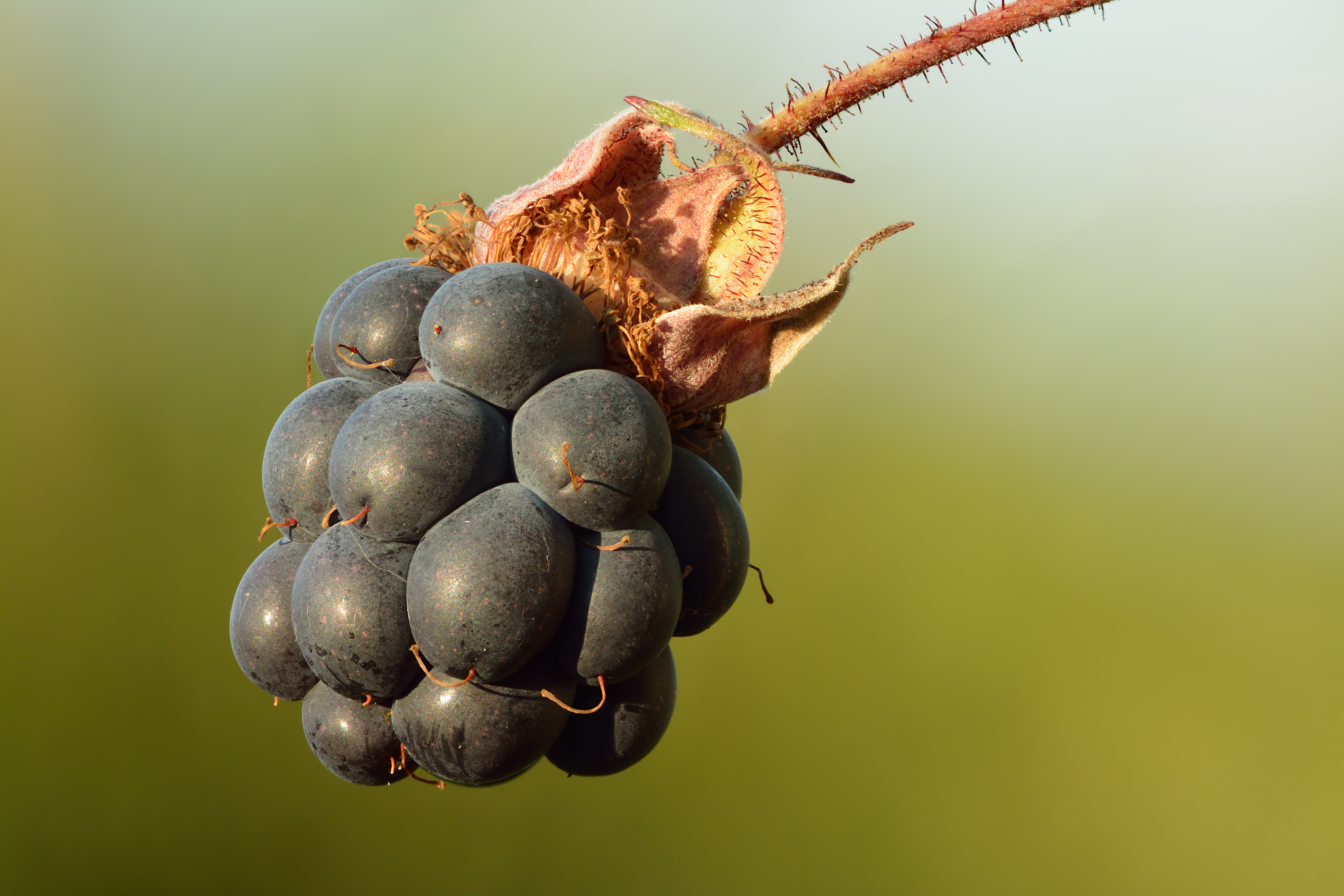
Blåhallon

allåkerbär (Rubus saxatilis)
armeniskt björnbär (Rubus armeniacus)
arrheniusbjörnbär (Rubus armeniacus)
banbjörnbär (Rubus bertramii)
beneluxbjörnbär (Rubus langei)
bergbjörnbär (Rubus marianus)
bergumsbjörnbär (Rubus lindebergii)
bertramsbjörnbär (Rubus axillaris)
björnbär (Rubus Björnbär-Gruppen)
björnbär (Rubus fruticosus)
björnbärshallon (Rubus Björnbärshallon-Gruppen)
blekblomsbjörnbär (Rubus pallidifolius)
blekingebjörnbär (Rubus horridus)
blomsterbjörnbär (Rubus plicatus)
blåhallon (Rubus caesius)
bohusbjörnbär (Rubus decurrentispinus)
bornholmsbjörnbär (Rubus lamprocaulos)
borstbjörnbär (Rubus eluxatus)
brudhallon (Rubus deliciosus)
cimbriskt björnbär (Rubus christianseniorum)
circipaniskt björnbär (Rubus cimbricus)
daggbjörnbär (Rubus frisicus)
drejerbjörnbär (Rubus divaricatus)
filtbjörnbär (Rubus hystricopsis)
fintandat björnbär (Rubus cyclomorphus)
flikbjörnbär (Rubus kollundicola)
flikbjörnbär (Rubus laciniatus)
frisiskt björnbär (Rubus firmus)
fynbjörnbär (Rubus ferocior)
Gelerts björnbär (Rubus flexuosus)
gisselbjörnbär (Rubus hobroensis)
glandelbjörnbär (Rubus fioniae)
glansbjörnbär (Rubus dasyphyllus)
grönbladsbjörnbär (Rubus mucronulatus)
guldhallon (Rubus ×stellarcticus)
guldhallon (Rubus xanthocarpus)
hallandsbjörnbär (Rubus haesitans)
hallon (Rubus idaeus)
hallonbjörnbär (Rubus placidus)
hasselbjörnbär (Rubus tuberculatus)
hjortron (Rubus chamaemorus)
hjärtbjörnbär (Rubus curvaciculatus)
hobrobjörnbär (Rubus hallandicus)
holsteinsbjörnbär (Rubus macrophyllus)
hårbjörnbär (Rubus aureolus)
hösthallon (Rubus Hösthallon-Gruppen)
jordgubbshallon (Rubus illecebrosus)
jyllandsbjörnbär (Rubus ammobius)
kambjörnbär (Rubus hartmanii)
kanadabjörnbär (Rubus bifrons)
karakåsbjörnbär (Rubus contiguus)
klobjörnbär (Rubus leptothyrsos)
knippbjörnbär (Rubus fabrimontanus)
knölbjörnbär (Rubus tiliaster)
kollundsbjörnbär (Rubus integribasis)
krattbjörnbär (Rubus laciniatus)
krumbjörnbär (Rubus camptostachys)
kryphallon (Rubus tricolor)
kullerbjörnbär (Rubus fasciculatus)
langelandsbjörnbär (Rubus slesvicensis)
lilataggigt björnbär (Rubus martensenii)
lindbjörnbär (Rubus suecicus)
lindblomsbjörnbär (Rubus maximiformis)
loganbär (Rubus illecebrosus)
loganbär (Rubus loganobaccus)
luddbjörnbär (Rubus infestus)
lundbjörnbär (Rubus mortensenii)
macchiabjörnbär (Rubus sulcatus)
Martensens björnbär (Rubus lidforssii)
matthallon (Rubus pentalobus)
mjukbjörnbär (Rubus dissimulans)
naggbjörnbär (Rubus lagerbergii)
nordbjörnbär (Rubus senticosus)
norskt björnbär (Rubus muenteri)
nutkahallon (Rubus parviflorus)
nålbjörnbär (Rubus sciocharis)
orustbjörnbär (Rubus incurvatus)
pickelbjörnbär (Rubus montanus)
piggbjörnbär (Rubus hylanderi)
praktbjörnbär (Rubus drejeri)
prunkhallon (Rubus rosaefolius)
prunkhallon (Rubus spectabilis)
prydnadshallon (Rubus 'Benenden')
purpurhallon (Rubus ×neglectus)
pyramidbjörnbär (Rubus pseudothyrsanthus)
raspbjörnbär (Rubus pyramidalis)
Raunkiærs björnbär (Rubus pruinosus)
rosenbjörnbär (Rubus raunkiaerii)
rosenhallon (Rubus odoratus)
rostbjörnbär (Rubus pallidus)
rundbladsbjörnbär (Rubus vestervicensis)
sammetsbjörnbär (Rubus allegheniensis)
sjutaligt björnbär (Rubus rosanthus)
skageracksbjörnbär (Rubus wahlbergii)
skogsbjörnbär (Rubus nessensis)
skotskt björnbär (Rubus egregius)
skuggbjörnbär (Rubus radula)
sköldhallon (Rubus peltatus)
slesvigsbjörnbär (Rubus septifolius)
slingerbjörnbär (Rubus fissus)
slätbjörnbär (Rubus egregiusculus)
smalbjörnbär (Rubus cardiophyllus)
spetsbjörnbär (Rubus glauciformis)
spirbjörnbär (Rubus gelertii)
sprengelsbjörnbär (Rubus silvaticus)
spärrbjörnbär (Rubus insularis)
stenbär (Rubus humulifolius)
storbjörnbär (Rubus grabowskii)
storbladsbjörnbär (Rubus loehrii)
surbjörnbär (Rubus sprengelii)
svarthallon (Rubus occidentalis)
svenskt björnbär (Rubus sprengeliusculus)
sötbjörnbär (Rubus phyllothyrsus)
sötbjörnbär (Rubus plicatus)
taggbjörnbär (Rubus scissus)
trädgårdshallon (Rubus Hallon-Gruppen
tungbjörnbär (Rubus norvegicus)
tvekbjörnbär (Rubus hadroacanthos)
tätbjörnbär (Rubus hypomalacus)
uknabjörnbär (Rubus polyanthemus)
vejlebjörnbär (Rubus circipanicus)
vektaggigt björnbär (Rubus phylloglotta)
wessbergsbjörnbär (Rubus walsemannii)
vinhallon (Rubus loganobaccus)
vinhallon (Rubus phoenicolasius)
vitgrenigt hallon (Rubus cockburnianus)
vitt rundbladsbjörnbär (Rubus vestitus)
vågbjörnbär (Rubus macrothyrsus)
vårtbjörnbär (Rubus gothicus)
västerviksbjörnbär (Rubus ulmifolius)
västkustbjörnbär (Rubus nemorosus)
åkerbär (Rubus arcticus)
östgötabjörnbär (Rubus gratus)

## Dottertaxa till hallonsläktet, i alfabetisk ordning[1]
- Rubus abchaziensis
- Rubus aboriginum
- Rubus acanthodes
- Rubus acanthophyllos
- Rubus acclivitatum
- Rubus accrescens
- Rubus aculiferus
- Rubus acuminatissimus
- Rubus acuminatus
- Rubus acutifrons
- Rubus adamsii
- Rubus adenanthoides
- Rubus adenocladus
- Rubus adenocomus
- Rubus adenoleucus
- Rubus adenomallus
- Rubus adenophorus
- Rubus adenothallus
- Rubus adenotrichos
- Rubus adjacens
- Rubus adornatoides
- Rubus adornatus
- Rubus adscitus
- Rubus adspersus
- Rubus adulans
- Rubus adzharicus
- Rubus aenigmaticus
- Rubus aequalidens
- Rubus aethiopicus
- Rubus afrogustafssonii
- Rubus aghadergensis
- Rubus alaskensis
- Rubus albiflorus
- Rubus albionis
- Rubus alceifolius
- Rubus alexeterius
- Rubus aliceae
- Rubus allanderi
- Rubus allegheniensis
- Rubus almorensis
- Rubus alnifoliolatus
- Rubus alnifolius
- Rubus alpestris
- Rubus alpinus
- Rubus alter
- Rubus alterniflorus
- Rubus altiarcuatus
- Rubus alumnus
- Rubus amabilis
- Rubus amamianus
- Rubus ambrosius
- Rubus ambulans
- Rubus amiantinus
- Rubus amisiensis
- Rubus ammobius
- Rubus amphidasys
- Rubus amphimalacus
- Rubus amphistrophos
- Rubus amplificatus
- Rubus amplistipulus
- Rubus ancistracanthus
- Rubus andegavensis
- Rubus andicola
- Rubus andrewsianus
- Rubus anglobelgicus
- Rubus anglocandicans
- Rubus anglofuscus
- Rubus angloserpens
- Rubus angustibracteatus
- Rubus angusticuspis
- Rubus angustipaniculatus
- Rubus anhaltianus
- Rubus anisacanthopsis
- Rubus anisacanthos
- Rubus annamensis
- Rubus antennifer
- Rubus apetalus
- Rubus aphananthus
- Rubus aphidifer
- Rubus apogaeus
- Rubus appropinquatus
- Rubus apricus
- Rubus aptatus
- Rubus arabicus
- Rubus arachnoideus
- Rubus archboldianus
- Rubus arcticus
- Rubus arcuans
- Rubus arduennensis
- Rubus arenicola
- Rubus argentifrons
- Rubus argutus
- Rubus ariconiensis
- Rubus aristisepalus
- Rubus arizonensis
- Rubus armeniacus
- Rubus armipotens
- Rubus arrheniformis
- Rubus arrhenii
- Rubus arrheniiformis
- Rubus arrigonii
- Rubus arvensis
- Rubus asirensis
- Rubus asperidens
- Rubus assamensis
- Rubus astarae
- Rubus atrebatum
- Rubus atrichantherus
- Rubus atrovinosus
- Rubus audax
- Rubus aurantiacus
- Rubus aurensis
- Rubus aureolus
- Rubus australis
- Rubus austromoravicus
- Rubus austroslovacus
- Rubus austrotibetanus
- Rubus avaloniensis
- Rubus axillaris
- Rubus azuayensis
- Rubus babae
- Rubus babingtonianus
- Rubus babingtonii
- Rubus bagnallianus
- Rubus baileyanus
- Rubus bakerianus
- Rubus balticus
- Rubus bambusarum
- Rubus banghamii
- Rubus barberi
- Rubus barkerianus
- Rubus baronicus
- Rubus barrandienicus
- Rubus bartonianus
- Rubus bartonii
- Rubus baruthicus
- Rubus battakensis
- Rubus bavaricus
- Rubus beccarii
- Rubus beijerinckii
- Rubus bellobatus
- Rubus benguetensis
- Rubus bercheriensis
- Rubus bertramii
- Rubus betckei
- Rubus betonicifolius
- Rubus bicknellii
- Rubus biflorus
- Rubus biformispinus
- Rubus bifrons
- Rubus bigelovianus
- Rubus biloensis
- Rubus birmanicus
- Rubus blanchardianus
- Rubus blepharoneurus
- Rubus bloxamianus
- Rubus bloxamii
- Rubus bochumensis
- Rubus bogotensis
- Rubus bohemiicola
- Rubus bohemopolonicus
- Rubus boliviensis
- Rubus bollei
- Rubus bombycinus
- Rubus bonatianus
- Rubus boninensis
- Rubus bonus-henricus
- Rubus boraeanus
- Rubus botryeros
- Rubus boudiccae
- Rubus boulayi
- Rubus bovinus
- Rubus boyntonii
- Rubus braeuckeri
- Rubus braeuckeriformis
- Rubus brasiliensis
- Rubus brdensis
- Rubus breconensis
- Rubus bregutiensis
- Rubus breviglandifer
- Rubus brevipetiolatus
- Rubus brevistaminosus
- Rubus briareus
- Rubus brigantinus
- Rubus briggsianus
- Rubus britannicus
- Rubus brunneri
- Rubus buchtienii
- Rubus bucknallii
- Rubus buergeri
- Rubus buescherianus
- Rubus buhnensis
- Rubus bullatus
- Rubus burnhamii
- Rubus buschii
- Rubus bushii
- Rubus caesarius
- Rubus caesius
- Rubus caflischii
- Rubus calopalmatus
- Rubus calophyllus
- Rubus calotemnus
- Rubus calothyrsus
- Rubus calvatus
- Rubus calviformis
- Rubus calvus
- Rubus calycacanthus
- Rubus calycinoides
- Rubus calycinus
- Rubus calyculatus
- Rubus cambrensis
- Rubus campaniensis
- Rubus camptostachys
- Rubus canadensis
- Rubus canaliculatus
- Rubus canariensis
- Rubus canduliger
- Rubus canescens
- Rubus caninitergi
- Rubus cantabrigiensis
- Rubus canterburiensis
- Rubus cantianus
- Rubus capitulatus
- Rubus capricollensis
- Rubus cardiophyllus
- Rubus carduelis
- Rubus cartalinicus
- Rubus casparyi
- Rubus castellarnaui
- Rubus castroviejoi
- Rubus caucasicus
- Rubus caucasigenus
- Rubus caudatisepalus
- Rubus caudifolius
- Rubus cavatifolius
- Rubus celticus
- Rubus centralis
- Rubus centrobohemicus
- Rubus ceratifolius
- Rubus cerdicii
- Rubus chaerophylloides
- Rubus chaerophyllus
- Rubus chaetocalyx
- Rubus chamaemorus
- Rubus chapmanianus
- Rubus charadzeae
- Rubus chevalieri
- Rubus chiliadenus
- Rubus chingii
- Rubus chloocladus
- Rubus chloophyllus
- Rubus chlorothyrsos
- Rubus christianseniorum
- Rubus chroosepalus
- Rubus chrysobotrys
- Rubus chrysogaeus
- Rubus chrysophyllus
- Rubus chrysoxylon
- Rubus cimbricus
- Rubus cinclidodictyus
- Rubus cinerascens
- Rubus cinerosiformis
- Rubus cinerosus
- Rubus circipanicus
- Rubus cissburiensis
- Rubus cissoides
- Rubus clarus
- Rubus clausentinus
- Rubus clementis
- Rubus clusii
- Rubus coccinatus
- Rubus cochinchinensis
- Rubus cochlearis
- Rubus cockburnianus
- Rubus coillardii
- Rubus collinus
- Rubus colmariensis
- Rubus columellaris
- Rubus compactus
- Rubus conanicutensis
- Rubus concameratus
- Rubus conchyliatus
- Rubus condensatiformis
- Rubus condensatus
- Rubus confertiflorus
- Rubus confinis
- Rubus confusidens
- Rubus conjungens
- Rubus conothyrsoides
- Rubus conspersus
- Rubus conspicuus
- Rubus constrictus
- Rubus contractipes
- Rubus contritidens
- Rubus coombensis
- Rubus cooperi
- Rubus copelandii
- Rubus corbierei
- Rubus corchorifolius
- Rubus cordatifolius
- Rubus cordatiformis
- Rubus cordiformis
- Rubus coreanus
- Rubus coriaceus
- Rubus coriicolor
- Rubus coriifolius
- Rubus cornubiensis
- Rubus coronatus
- Rubus correctispinosus
- Rubus costaricanus
- Rubus cotteswoldensis
- Rubus couchii
- Rubus crassidens
- Rubus crassifolius
- Rubus crataegifolius
- Rubus crespignyanus
- Rubus crimaeus
- Rubus criniger
- Rubus crispomarginatus
- Rubus croceacanthus
- Rubus crudelis
- Rubus cubitans
- Rubus cumbrensis
- Rubus cumingii
- Rubus cuneifolius
- Rubus curtipes
- Rubus curvaciculatus
- Rubus curvispinosus
- Rubus cuspidatus
- Rubus cyclomorphus
- Rubus cyclops
- Rubus cyrenaicae
- Rubus cyri
- Rubus czarnunensis
- Rubus dahmsianus
- Rubus darssensis
- Rubus dasyphyllus
- Rubus daveyi
- Rubus deamii
- Rubus dechenii
- Rubus decurrentispinus
- Rubus decussatus
- Rubus defectionis
- Rubus dejonghii
- Rubus delabathiensis
- Rubus delavayi
- Rubus delectus
- Rubus deliciosus
- Rubus densipilus
- Rubus densissimus
- Rubus dentatifolius
- Rubus depavitus
- Rubus deruyveri
- Rubus desarmatus
- Rubus dethardingii
- Rubus deweveri
- Rubus devitatus
- Rubus diclinis
- Rubus dierschkeanus
- Rubus difficilis
- Rubus discernendus
- Rubus discors
- Rubus dissimilis
- Rubus dissimulans
- Rubus distortifolius
- Rubus distractiformis
- Rubus distractus
- Rubus divaricatus
- Rubus diversus
- Rubus doerrii
- Rubus dolichocarpus
- Rubus dolichophyllus
- Rubus dollnensis
- Rubus domingensis
- Rubus doyonensis
- Rubus dravaenopolabicus
- Rubus drejeri
- Rubus drenthicus
- Rubus drymophilus
- Rubus dufftianus
- Rubus dumnoniensis
- Rubus dunensis
- Rubus dunnii
- Rubus durotrigum
- Rubus durus
- Rubus eboracensis
- Rubus ebudensis
- Rubus echinatoides
- Rubus echinatus
- Rubus echinocalyx
- Rubus echinosepalus
- Rubus edanoi
- Rubus edeesii
- Rubus efferatus
- Rubus effertus
- Rubus effrenatus
- Rubus eggersii
- Rubus egregius
- Rubus egregiusculus
- Rubus ehrnsbergeri
- Rubus eiderianus
- Rubus eifeliensis
- Rubus elatior
- Rubus elegans
- Rubus elegantispinosus
- Rubus elegantulus
- Rubus ellipticifolius
- Rubus ellipticus
- Rubus elongatispinus
- Rubus elongatus
- Rubus eluxatus
- Rubus emarginatus
- Rubus epipsilos
- Rubus erichsenii
- Rubus erinulus
- Rubus eriocarpus
- Rubus erlangeri
- Rubus errabundus
- Rubus erubescens
- Rubus erythrocarpus
- Rubus erythroclados
- Rubus erythrocomos
- Rubus erythrops
- Rubus esfandiarii
- Rubus euanthinus
- Rubus eucalyptus
- Rubus euroasiaticus
- Rubus euryanthemus
- Rubus eurythyrsiger
- Rubus eustephanus
- Rubus exarmatus
- Rubus exeter
- Rubus exstans
- Rubus exsul
- Rubus exsularis
- Rubus extensus
- Rubus faberi
- Rubus fabrimontanus
- Rubus fagifolius
- Rubus fairholmianus
- Rubus fanjingshanensis
- Rubus fasciculatiformis
- Rubus fasciculatus
- Rubus fecundus
- Rubus feddei
- Rubus felix
- Rubus fellatae
- Rubus ferdinandimuelleri
- Rubus ferocior
- Rubus ferox
- Rubus ferrofluvius
- Rubus ferrugineus
- Rubus festii
- Rubus fioniae
- Rubus firmus
- Rubus fissipetalus
- Rubus fissus
- Rubus flaccidus
- Rubus flagellaris
- Rubus flagelliflorus
- Rubus flavianus
- Rubus flexuosus
- Rubus floribundus
- Rubus floricomus
- Rubus florifolius
- Rubus florulentus
- Rubus flosculosus
- Rubus fockeanus
- Rubus foersteri
- Rubus foliaceistipulatus
- Rubus foliosus
- Rubus formidabilis
- Rubus formosensis
- Rubus forrestianus
- Rubus fragarioides
- Rubus franconicus
- Rubus fraternalis
- Rubus fraxinifoliolus
- Rubus fraxinifolius
- Rubus frederici
- Rubus friesianus
- Rubus friesii
- Rubus friesiorum
- Rubus frisicus
- Rubus frondisentis
- Rubus frondosus
- Rubus fryei
- Rubus fuernrohrii
- Rubus fujianensis
- Rubus furnarius
- Rubus furtivus
- Rubus furvicolor
- Rubus fuscicaulis
- Rubus fuscicortex
- Rubus fuscifolius
- Rubus fuscorubens
- Rubus fuscoviridis
- Rubus fuscus
- Rubus galeatus
- Rubus gallaecicus
- Rubus gallofuscus
- Rubus gardnerianus
- Rubus gariannensis
- Rubus gelertii
- Rubus geminatus
- Rubus genevieri
- Rubus geniculatus
- Rubus gensanicus
- Rubus geoides
- Rubus georgicus
- Rubus ghanakantae
- Rubus gillotii
- Rubus glabratus
- Rubus glabricarpus
- Rubus glandicaulis
- Rubus glandisepalus
- Rubus glandithyrsos
- Rubus glanduliger
- Rubus glandulosocarpus
- Rubus glareosus
- Rubus glaucifolius
- Rubus glauciformis
- Rubus glaucovirens
- Rubus glivicensis
- Rubus glomeratus
- Rubus gloriosus
- Rubus glossoides
- Rubus gnarus
- Rubus godongensis
- Rubus godronii
- Rubus gongshanensis
- Rubus goniophorus
- Rubus gothicus
- Rubus grabowskii
- Rubus gracilis
- Rubus graecensis
- Rubus grandipaniculatus
- Rubus grantii
- Rubus gratus
- Rubus grayanus
- Rubus gremlii
- Rubus gressittii
- Rubus grewiifolius
- Rubus griesiae
- Rubus griffithianus
- Rubus griffithii
- Rubus grimesii
- Rubus grisebachii
- Rubus griseus
- Rubus grossus
- Rubus guentheri
- Rubus guestphalicoides
- Rubus guestphalicus
- Rubus gulosus
- Rubus gunnianus
- Rubus guttiferus
- Rubus guyanensis
- Rubus gyamdaensis
- Rubus hadracanthos
- Rubus hadrocarpus
- Rubus haesitans
- Rubus haeupleri
- Rubus haitiensis
- Rubus hakonensis
- Rubus hallandicus
- Rubus hallieri
- Rubus halsteadensis
- Rubus hamiltonii
- Rubus hanceanus
- Rubus hancinianus
- Rubus hanesii
- Rubus hantonensis
- Rubus harmonicus
- Rubus hartmanii
- Rubus hasbaniensis
- Rubus hassicus
- Rubus hassleri
- Rubus hastiferus
- Rubus hastifolius
- Rubus hastiformis
- Rubus hawaiensis
- Rubus hebetatus
- Rubus hebridensis
- Rubus hemithyrsus
- Rubus henkeri
- Rubus henrici-egonis
- Rubus henrici-weberi
- Rubus henriquesii
- Rubus henryi
- Rubus hercynicus
- Rubus hermes
- Rubus hesperius
- Rubus heterobelus
- Rubus heterophyllus
- Rubus heterosepalus
- Rubus hevellicus
- Rubus hexagynus
- Rubus hibernicus
- Rubus hibiscifolius
- Rubus hillii
- Rubus hilsianus
- Rubus hindii
- Rubus hiraseanus
- Rubus hirsutior
- Rubus hirsutus
- Rubus hirtifolius
- Rubus hirtus
- Rubus hispidoides
- Rubus hispidus
- Rubus histriculus
- Rubus histrionicus
- Rubus hobroensis
- Rubus hochstetterorum
- Rubus hoffmeisterianus
- Rubus holosericeus
- Rubus holtonii
- Rubus holzfussii
- Rubus hondurensis
- Rubus hongnoensis
- Rubus horridus
- Rubus hostilis
- Rubus howii
- Rubus huangpingensis
- Rubus humistratus
- Rubus humulifolius
- Rubus hunanensis
- Rubus huttonii
- Rubus hylanderi
- Rubus hylocharis
- Rubus hylonomus
- Rubus hylophilus
- Rubus hypolasius
- Rubus hypomalacus
- Rubus hypopitys
- Rubus hyrcanus
- Rubus hystricopsis
- Rubus ibericus
- Rubus iceniensis
- Rubus ichangensis
- Rubus ictus
- Rubus idaeifolius
- Rubus idaeoides
- Rubus idaeopsis
- Rubus idaeus
- Rubus ignoratus
- Rubus ikenoensis
- Rubus illecebrosus
- Rubus imbellis
- Rubus imbricatus
- Rubus imitans
- Rubus immanis
- Rubus immixtus
- Rubus immodicus
- Rubus impar
- Rubus imperialis
- Rubus impressinervius
- Rubus incanescens
- Rubus incarnatus
- Rubus incisior
- Rubus inclinis
- Rubus incurvatiformis
- Rubus incurvatus
- Rubus indicus
- Rubus indusiatus
- Rubus inermis
- Rubus inferior
- Rubus infestior
- Rubus infestisepalus
- Rubus infestus
- Rubus informifolius
- Rubus inhorrens
- Rubus iniens
- Rubus innominatus
- Rubus inopertus
- Rubus insectifolius
- Rubus insericatus
- Rubus insignis
- Rubus insons
- Rubus insulanus
- Rubus insulariopsis
- Rubus insularis
- Rubus integribasis
- Rubus integrifolius
- Rubus intensior
- Rubus intercurrens
- Rubus intermittens
- Rubus intricatus
- Rubus invisus
- Rubus irasuensis
- Rubus irenaeus
- Rubus iricus
- Rubus iringanus
- Rubus irritans
- Rubus iscanus
- Rubus ithacanus
- Rubus iuvenis
- Rubus jacens
- Rubus jacquemontii
- Rubus jamaicensis
- Rubus jambosoides
- Rubus jansenii
- Rubus jianensis
- Rubus jinfoshanensis
- Rubus josefianus
- Rubus josholubii
- Rubus juennensis
- Rubus junceus
- Rubus kajikumaichigo
- Rubus kalaidae
- Rubus karakalensis
- Rubus kasthuriae
- Rubus kawakamii
- Rubus keleterios
- Rubus kelloggii
- Rubus keniensis
- Rubus kennedyanus
- Rubus kenoensis
- Rubus khasianus
- Rubus kiesewetteri
- Rubus killipii
- Rubus kirungensis
- Rubus kisoensis
- Rubus kletensis
- Rubus klimmekianus
- Rubus klossi
- Rubus knappianus
- Rubus koehleri
- Rubus kollundicola
- Rubus kolmarensis
- Rubus kudagorensis
- Rubus kuleszae
- Rubus kulinganus
- Rubus kwangsiensis
- Rubus laciniatus
- Rubus laconensis
- Rubus lacustris
- Rubus laegaardii
- Rubus laetus
- Rubus laevicaulis
- Rubus lagerbergii
- Rubus lahidjanensis
- Rubus lainzii
- Rubus lambertianus
- Rubus lamburnensis
- Rubus lamprocaulos
- Rubus lanaticaulis
- Rubus lanatus
- Rubus landoltii
- Rubus langei
- Rubus lanuginosus
- Rubus lanyuensis
- Rubus largificus
- Rubus largus
- Rubus lasiandrus
- Rubus lasiococcus
- Rubus lasiodermis
- Rubus lasiostylus
- Rubus lasiotrichos
- Rubus latens
- Rubus latiarcuatus
- Rubus latifolius
- Rubus latisedes
- Rubus latoauriculatus
- Rubus laudatus
- Rubus lawrencei
- Rubus laxus
- Rubus leightonii
- Rubus leiningeri
- Rubus lentiginosus
- Rubus lepidulus
- Rubus leptadenes
- Rubus leptostemon
- Rubus leptothyrsos
- Rubus lettii
- Rubus leucandriformis
- Rubus leucandrus
- Rubus leucanthus
- Rubus leuciscanus
- Rubus leucocarpus
- Rubus leucodermis
- Rubus leucophaeus
- Rubus leucostachys
- Rubus leviculus
- Rubus leyanus
- Rubus libertianus
- Rubus liboensis
- Rubus lichuanensis
- Rubus lictorum
- Rubus lidforssii
- Rubus lignicensis
- Rubus ligulatifolius
- Rubus limbarae
- Rubus limitis
- Rubus lindblomii
- Rubus lindebergii
- Rubus lindleianus
- Rubus lineatoalpestris
- Rubus lineatus
- Rubus linkianus
- Rubus lishuiensis
- Rubus liubensis
- Rubus liui
- Rubus lividus
- Rubus lobatidens
- Rubus lobophyllus
- Rubus loehrii
- Rubus loganobaccus
- Rubus lohfauensis
- Rubus londinensis
- Rubus longepedicellatus
- Rubus longii
- Rubus longior
- Rubus longithyrsiger
- Rubus longus
- Rubus loosii
- Rubus lorentzianus
- Rubus lowii
- Rubus loxensis
- Rubus lucens
- Rubus lucensis
- Rubus lucentifolius
- Rubus luchunensis
- Rubus lucidus
- Rubus ludensis
- Rubus ludwigii
- Rubus luminosus
- Rubus lusaticus
- Rubus luzoniensis
- Rubus maassii
- Rubus macer
- Rubus macgregorii
- Rubus macilentus
- Rubus macraei
- Rubus macrodontus
- Rubus macrogongylus
- Rubus macrophyllus
- Rubus macrostachys
- Rubus macrothyrsus
- Rubus macvaughianus
- Rubus macvaughii
- Rubus madrensis
- Rubus maershanensis
- Rubus magnisepalus
- Rubus majusculus
- Rubus malacocarpus
- Rubus malagassus
- Rubus malifolius
- Rubus malipoensis
- Rubus mallotifolius
- Rubus malvaceus
- Rubus malvernicus
- Rubus maniseesensis
- Rubus marianus
- Rubus maroccensis
- Rubus marschallianus
- Rubus marshallii
- Rubus marssonianus
- Rubus martensenii
- Rubus masakihisashii
- Rubus masakii
- Rubus maximiformis
- Rubus maximus
- Rubus mearnsii
- Rubus medius
- Rubus megacarpus
- Rubus megalococcus
- Rubus meierottii
- Rubus melamporphyrus
- Rubus melanocladus
- Rubus melanodermis
- Rubus melanolasius
- Rubus melanoxylon
- Rubus menglaensis
- Rubus menitskyi
- Rubus meracus
- Rubus mercicus
- Rubus mercieri
- Rubus merlinii
- Rubus mesogaeus
- Rubus metoensis
- Rubus mexicanus
- Rubus micans
- Rubus michiganensis
- Rubus micropetalus
- Rubus microphyllus
- Rubus milesianus
- Rubus milfordensis
- Rubus mindanaensis
- Rubus minusculus
- Rubus mirus
- Rubus miser
- Rubus missouricus
- Rubus miszczenkoi
- Rubus moestifrons
- Rubus mollior
- Rubus mollis
- Rubus mollissimus
- Rubus moluccanus
- Rubus monachus
- Rubus monensis
- Rubus montanus
- Rubus montensis
- Rubus montis-wilhelmii
- Rubus moorei
- Rubus morganwgensis
- Rubus morifolius
- Rubus mortensenii
- Rubus moschus
- Rubus mougeotii
- Rubus moylei
- Rubus mucronatiformis
- Rubus mucronatoides
- Rubus mucronulatus
- Rubus muenteri
- Rubus muhelicus
- Rubus multifer
- Rubus multifidus
- Rubus multiformis
- Rubus multisetosus
- Rubus multispinus
- Rubus mundus
- Rubus muricola
- Rubus muridens
- Rubus murrayi
- Rubus mus
- Rubus myrianthus
- Rubus myricae
- Rubus nagasawanus
- Rubus nakeralicus
- Rubus naldrettii
- Rubus nanus
- Rubus naruhashii
- Rubus navus
- Rubus neanias
- Rubus nebulosus
- Rubus neerlandicus
- Rubus nefrens
- Rubus negatus
- Rubus nelliae
- Rubus nelsonii
- Rubus nemoralis
- Rubus nemorosoides
- Rubus nemorosus
- Rubus neoebudicus
- Rubus neogardicus
- Rubus neomalacus
- Rubus neomexicanus
- Rubus nepalensis
- Rubus nesiotes
- Rubus nessensis
- Rubus neumannianus
- Rubus newbouldianus
- Rubus newbouldii
- Rubus newbridgensis
- Rubus newtonii
- Rubus nigakuma
- Rubus nigerrimus
- Rubus nigricatus
- Rubus nikaii
- Rubus nishimuranus
- Rubus nitidiformis
- Rubus nivalis
- Rubus niveus
- Rubus nobilissimus
- Rubus nordicus
- Rubus norvegicus
- Rubus norvicensis
- Rubus notatus
- Rubus novanglicus
- Rubus noveboracus
- Rubus novocaesarius
- Rubus novogranatensis
- Rubus novoguineensis
- Rubus nubigenus
- Rubus numidicus
- Rubus nuptialis
- Rubus nyalamensis
- Rubus oberdorferi
- Rubus oblongifolius
- Rubus oblongus
- Rubus oboranus
- Rubus obscuriflorus
- Rubus obsessus
- Rubus obtusangulus
- Rubus obvallatus
- Rubus obvius
- Rubus occidentalis
- Rubus occultiglans
- Rubus ochracanthus
- Rubus ochthodes
- Rubus odoratus
- Rubus oenensis
- Rubus ohmineanus
- Rubus ohtakiensis
- Rubus okamotoanus
- Rubus okinawensis
- Rubus oklahomus
- Rubus omalodontos
- Rubus onsalaensis
- Rubus opacus
- Rubus orbifrons
- Rubus orbus
- Rubus ordovicum
- Rubus oreades
- Rubus originalis
- Rubus orthostachyoides
- Rubus orthostachys
- Rubus ortivus
- Rubus ossicus
- Rubus ostrinus
- Rubus ostroviensis
- Rubus ostryifolius
- Rubus ostumensis
- Rubus ourosepalus
- Rubus oxyanchus
- Rubus pacificus
- Rubus paganus
- Rubus painteri
- Rubus pallidifolius
- Rubus pallidisetus
- Rubus pallidus
- Rubus palmatus
- Rubus palmensis
- Rubus palmeri
- Rubus paludivagus
- Rubus panamanus
- Rubus panduratus
- Rubus paniculatus
- Rubus pannosus
- Rubus papuanus
- Rubus paracaulis
- Rubus paraguariensis
- Rubus parahebecarpus
- Rubus pararosifolius
- Rubus parcifrondifer
- Rubus parkeri
- Rubus parlinii
- Rubus parthenocissus
- Rubus particeps
- Rubus particularis
- Rubus parvalceifolius
- Rubus parviaraliifolius
- Rubus parviflorus
- Rubus parvifolius
- Rubus parvus
- Rubus pascuorum
- Rubus pascuus
- Rubus passaviensis
- Rubus passionis
- Rubus patuliformis
- Rubus pauanus
- Rubus paucidentatus
- Rubus pauciflorus
- Rubus paxii
- Rubus pectinaris
- Rubus pectinaroides
- Rubus pectinellus
- Rubus pedatifolius
- Rubus pedatus
- Rubus pedemontanus
- Rubus pedersenii
- Rubus pedica
- Rubus pedunculosus
- Rubus peii
- Rubus pekinensis
- Rubus peltatus
- Rubus penduliflorus
- Rubus peninsulae
- Rubus pensilvanicus
- Rubus pentagonus
- Rubus peratticus
- Rubus percrispus
- Rubus perdemissus
- Rubus perdigitatus
- Rubus perfulvus
- Rubus pergratus
- Rubus pericrispatus
- Rubus perlongus
- Rubus permixtus
- Rubus pernagaeus
- Rubus perpedatus
- Rubus perperus
- Rubus perrobustus
- Rubus persicus
- Rubus persistens
- Rubus perspicuus
- Rubus peruncinatus
- Rubus pervagus
- Rubus pervalidus
- Rubus pervarius
- Rubus pervirescens
- Rubus pfuhlianus
- Rubus phaeocarpus
- Rubus phengodes
- Rubus philadelphicus
- Rubus philyrinus
- Rubus phoenicacanthus
- Rubus phoenicolasius
- Rubus phylloglotta
- Rubus phyllostachys
- Rubus phyllothyrsos
- Rubus picearum
- Rubus piceetorum
- Rubus picticaulis
- Rubus pictorum
- Rubus pignatti
- Rubus pileatus
- Rubus piluliferus
- Rubus pinnatisepalus
- Rubus pinnatus
- Rubus pirifolius
- Rubus pittieri
- Rubus placidus
- Rubus planus
- Rubus platyacanthus
- Rubus platycephalus
- Rubus platyphylloides
- Rubus platyphyllus
- Rubus platysepalus
- Rubus playfairianus
- Rubus plexus
- Rubus plicatifolius
- Rubus plicatus
- Rubus pluribracteatus
- Rubus plus
- Rubus plymensis
- Rubus poliodes
- Rubus poliophyllus
- Rubus poliothyrsus
- Rubus polyadenus
- Rubus polyanthemus
- Rubus polyanthus
- Rubus polybracteatus
- Rubus polyodontus
- Rubus polyoplus
- Rubus porotoensis
- Rubus porphyrocaulis
- Rubus portae-moravicae
- Rubus porteri
- Rubus positivus
- Rubus posnaniensis
- Rubus potentilloides
- Rubus pottianus
- Rubus praecipuus
- Rubus praecox
- Rubus praestans
- Rubus praetextus
- Rubus praticolor
- Rubus preptanthus
- Rubus prestonensis
- Rubus pringlei
- Rubus probabilis
- Rubus probativus
- Rubus probus
- Rubus proiectus
- Rubus prolongatus
- Rubus promachonicus
- Rubus prosper
- Rubus provincialis
- Rubus pruinosus
- Rubus pseudargenteus
- Rubus pseudincisor
- Rubus pseudinfestus
- Rubus pseudoacer
- Rubus pseudoapetalus
- Rubus pseudochingii
- Rubus pseudojaponicus
- Rubus pseudolusaticus
- Rubus pseudopileatus
- Rubus pseudopsis
- Rubus pseudosieboldii
- Rubus pseudothyrsanthus
- Rubus pseudoyoshinoi
- Rubus ptilocarpus
- Rubus puberulus
- Rubus pubescens
- Rubus pubifolius
- Rubus pugiunculosus
- Rubus pugnax
- Rubus pulchricaulis
- Rubus pullifolius
- Rubus pumilus
- Rubus pungens
- Rubus purbeckensis
- Rubus purchasianus
- Rubus pycnostachys
- Rubus pydarensiformis
- Rubus pydarensis
- Rubus pyramidalis
- Rubus pyramidatus
- Rubus queenslandicus
- Rubus questieri
- Rubus quinquefoliolatus
- Rubus raabei
- Rubus racemiger
- Rubus raddeanus
- Rubus radicans
- Rubus radula
- Rubus radulicaulis
- Rubus raduloides
- Rubus randolphiorum
- Rubus ranftii
- Rubus raopingensis
- Rubus raunkiaeri
- Rubus recurvans
- Rubus recurvicaulis
- Rubus reflexus
- Rubus refractus
- Rubus regionalis
- Rubus remotifolius
- Rubus reticulatus
- Rubus rhamnifolius
- Rubus rhombicus
- Rubus rhombifolius
- Rubus rhytidophyllus
- Rubus ribifolius
- Rubus ribisoideus
- Rubus riddelsdellii
- Rubus rigidus
- Rubus rilstonei
- Rubus riograndis
- Rubus riparius
- Rubus ripuaricus
- Rubus roberti
- Rubus robiae
- Rubus rolfei
- Rubus roribaccus
- Rubus rosa
- Rubus rosaceus
- Rubus rosanthus
- Rubus rosarius
- Rubus roseus
- Rubus rosifolius
- Rubus rossbergianus
- Rubus rossensis
- Rubus rotundatiformis
- Rubus rotundifoliatus
- Rubus royenii
- Rubus rubercadaver
- Rubus ruborensis
- Rubus rubriflorus
- Rubus rubrisetulosus
- Rubus rubristylus
- Rubus rubritinctus
- Rubus rudis
- Rubus rufescens
- Rubus rufus
- Rubus rugosifolius
- Rubus rugosus
- Rubus rugulosus
- Rubus runssorensis
- Rubus rusbyi
- Rubus russeus
- Rubus rydbergianus
- Rubus sachalinensis
- Rubus saguramicus
- Rubus salisburgensis
- Rubus saltuensis
- Rubus salwinensis
- Rubus salzmannii
- Rubus sampaioanus
- Rubus sanctae-hildegardis
- Rubus sanctus
- Rubus sapaensis
- Rubus sapidus
- Rubus satotakashii
- Rubus saxatilis
- Rubus saxicola
- Rubus saxonicus
- Rubus scaber
- Rubus scabripes
- Rubus scabrosus
- Rubus scambens
- Rubus sceleratus
- Rubus scenoreinus
- Rubus scheffleri
- Rubus schlechtendalii
- Rubus schlechtendaliiformis
- Rubus schleicheri
- Rubus schleicheriformis
- Rubus schlickumii
- Rubus schmidelioides
- Rubus schnedleri
- Rubus schoolcraftianus
- Rubus schorleri
- Rubus schottii
- Rubus schumacheri
- Rubus scidularum
- Rubus sciocharis
- Rubus scissus
- Rubus scoliacanthus
- Rubus scolocaulon
- Rubus scoticus
- Rubus sectiramus
- Rubus seebergensis
- Rubus segnis
- Rubus segontii
- Rubus selandiae
- Rubus selleanus
- Rubus sellowii
- Rubus semicaucasicus
- Rubus semiglaber
- Rubus seminepalensis
- Rubus semisetosus
- Rubus sempernitens
- Rubus senchalensis
- Rubus sendtneri
- Rubus sengorensis
- Rubus senticosus
- Rubus septentrionalis
- Rubus septifolius
- Rubus sergii
- Rubus serrae
- Rubus setchuenensis
- Rubus setosus
- Rubus sewardianus
- Rubus severus
- Rubus shankii
- Rubus shihae
- Rubus sieberi
- Rubus sieboldii
- Rubus siekensis
- Rubus siemianicensis
- Rubus sierrae
- Rubus signatus
- Rubus sikkimensis
- Rubus silesiacus
- Rubus silurum
- Rubus silvae-bavaricae
- Rubus silvae-bohemicae
- Rubus silvae-norticae
- Rubus silvae-thuringiae
- Rubus silvaticus
- Rubus simplex
- Rubus slesvicensis
- Rubus smithii
- Rubus sneidernii
- Rubus sneydii
- Rubus soendrumensis
- Rubus solvensis
- Rubus sons
- Rubus sorbicus
- Rubus sorsogonensis
- Rubus spananthus
- Rubus sparsiflorus
- Rubus spectabilis
- Rubus spectatus
- Rubus speculans
- Rubus speculatus
- Rubus spiculus
- Rubus spina-curva
- Rubus spinulatus
- Rubus spinulosoides
- Rubus splendidissimus
- Rubus splendidus
- Rubus sprengelii
- Rubus sprengeliusculus
- Rubus spribillei
- Rubus squarrosus
- Rubus stanneus
- Rubus stans
- Rubus steelei
- Rubus stenopetalus
- Rubus steracanthos
- Rubus steudneri
- Rubus stimulans
- Rubus stimuleus
- Rubus stimulifer
- Rubus stipularis
- Rubus stipulatus
- Rubus stipulosus
- Rubus stohrii
- Rubus stormanicus
- Rubus striaticaulis
- Rubus styriacus
- Rubus subcalvatus
- Rubus subcordatus
- Rubus subcoreanus
- Rubus subcrataegifolius
- Rubus suberectiformis
- Rubus suberectus
- Rubus subinermoides
- Rubus subinopertus
- Rubus subintegribasis
- Rubus subopacus
- Rubus subornatus
- Rubus subspicatus
- Rubus subtercanens
- Rubus subtibetanus
- Rubus subtileaceus
- Rubus suecicus
- Rubus suevicola
- Rubus sulcatus
- Rubus sumatranus
- Rubus sundaicus
- Rubus surrectus
- Rubus surrejanus
- Rubus suspiciosus
- Rubus suus
- Rubus sweginzowianus
- Rubus swinhoei
- Rubus sylvulicola
- Rubus tabanimontanus
- Rubus tacitus
- Rubus taitoensis
- Rubus taiwanicola
- Rubus takhtadjanii
- Rubus tamarensis
- Rubus tamdaoensis
- Rubus tantus
- Rubus tardatus
- Rubus tardus
- Rubus taronensis
- Rubus tauni
- Rubus tawadanus
- Rubus taxandriae
- Rubus tenuiarmatus
- Rubus tephrodes
- Rubus tereticaulis
- Rubus teretiusculus
- Rubus tetsunii
- Rubus thalassarctos
- Rubus thelybatos
- Rubus thibetanus
- Rubus tholiformis
- Rubus thomsonii
- Rubus thuringensis
- Rubus thurstonii
- Rubus thyrsigeriformis
- Rubus tiliaster
- Rubus tilioides
- Rubus tinifolius
- Rubus tokinibara
- Rubus toyorensis
- Rubus transmarinus
- Rubus transvaaliensis
- Rubus transvestitus
- Rubus tranzschelii
- Rubus treutleri
- Rubus trichanthus
- Rubus trichodes
- Rubus tricolor
- Rubus trifidus
- Rubus trifoliolatus
- Rubus trifrons
- Rubus trigonus
- Rubus trijugus
- Rubus trilobus
- Rubus trinovantium
- Rubus trivialis
- Rubus troiensis
- Rubus truncatifolius
- Rubus trux
- Rubus tsangii
- Rubus tsangorum
- Rubus tubanticus
- Rubus tuberculatus
- Rubus tuerckheimii
- Rubus tumidus
- Rubus tumulorum
- Rubus turquinensis
- Rubus tygartensis
- Rubus tzebeldensis
- Rubus tzemiensis
- Rubus ubericus
- Rubus ucetanus
- Rubus uhdeanus
- Rubus ulmifolius
- Rubus undabundus
- Rubus uniflorus
- Rubus uniformis
- Rubus urbionicus
- Rubus ursinus
- Rubus urticifolius
- Rubus utchinensis
- Rubus uvidus
- Rubus vadalis
- Rubus waddellii
- Rubus vagabundus
- Rubus vagensis
- Rubus vagus
- Rubus wahlbergii
- Rubus vahlii
- Rubus valdeproximus
- Rubus wallichianus
- Rubus walsemannii
- Rubus walteri
- Rubus vandermeijdenii
- Rubus wangii
- Rubus vaniloquus
- Rubus vanwinkelii
- Rubus wardii
- Rubus variispinus
- Rubus warrenii
- Rubus varvicensis
- Rubus watsonii
- Rubus wawushanensis
- Rubus weberbaueri
- Rubus wedgwoodiae
- Rubus weizensis
- Rubus velox
- Rubus venetorum
- Rubus venosus
- Rubus verae-crucis
- Rubus vermontanus
- Rubus vernus
- Rubus vespicum
- Rubus wessbergii
- Rubus vestitus
- Rubus whartoniae
- Rubus wheeleri
- Rubus viburnifolius
- Rubus vicarius
- Rubus widderi
- Rubus vigilis
- Rubus vigoi
- Rubus vigoratus
- Rubus vigorosus
- Rubus vigursii
- Rubus vikensis
- Rubus villarsianus
- Rubus villicauliformis
- Rubus villosior
- Rubus wilsonii
- Rubus wimmerianus
- Rubus vindomensis
- Rubus winteri
- Rubus virgultorum
- Rubus viridescens
- Rubus wirralensis
- Rubus wisconsinensis
- Rubus viscosus
- Rubus vitifolius
- Rubus wittigianus
- Rubus wolfredoi-wildpretii
- Rubus volkensianus
- Rubus volkensii
- Rubus woronowii
- Rubus vratnensis
- Rubus wuchuanensis
- Rubus vulcanicola
- Rubus vulgaris
- Rubus wuzhianus
- Rubus xanthocarpus
- Rubus xanthoneurus
- Rubus xichouensis
- Rubus xiphophorus
- Rubus yanyunii
- Rubus yenosimanus
- Rubus yiwuanus
- Rubus yoshinoi
- Rubus yuliensis
- Rubus yunnanicus
- Rubus zangezurus
- Rubus zhaogoshanensis